# Gran Premio motociclistico del Giappone 1989
Il Gran Premio motociclistico del Giappone 1989 fu la prima gara del motomondiale 1989. Si disputò il 26 marzo 1989 sul circuito di Suzuka alla presenza di 86.000 spettatori.
Si è gareggiato in tre classi con le vittorie di Kevin Schwantz su Suzuki in classe 500, di John Kocinski in classe 250, e di Ezio Gianola in classe 125.

## Classe 500

### Arrivati al traguardo
| Pos | Pilota                       | Moto   | Tempo     | Punti |
| --- | ---------------------------- | ------ | --------- | ----- |
| 1   | Kevin Schwantz               | Suzuki | 48:48.374 | 20    |
| 2   | Wayne Rainey                 | Yamaha | +0.427    | 17    |
| 3   | Eddie Lawson                 | Honda  | +30.676   | 15    |
| 4   | Wayne Gardner                | Honda  | +35.193   | 13    |
| 5   | Kevin Magee                  | Yamaha | +36.424   | 11    |
| 6   | Niall Mackenzie              | Yamaha | +39.545   | 10    |
| 7   | Christian Sarron             | Yamaha | +48.478   | 9     |
| 8   | Tadahiko Taira               | Yamaha | +48.541   | 8     |
| 9   | Norihiko Fujiwara            | Yamaha | +1:09.283 | 7     |
| 10  | Shin'ichi Itō                | Honda  | +1:09.284 | 6     |
| 11  | Bubba Shobert                | Honda  | +1:19.992 | 5     |
| 12  | Ron Haslam                   | Suzuki | +1:23.883 | 4     |
| 13  | Shunji Yatsushiro            | Honda  | +1:25.878 | 3     |
| 14  | Freddie Spencer              | Yamaha | +1:26.000 | 2     |
| 15  | Kunio Machii                 | Yamaha | +1:29.480 | 1     |
| 16  | Randy Mamola                 | Cagiva | +1:45.800 |       |
| 17  | Shinji Katayama              | Yamaha | +1:46.240 |       |
| 18  | Dominique Sarron             | Honda  | +2:12.130 |       |
| 19  | Katunori Shinozaki           | Suzuki | +1 giro   |       |
| 20  | Marco Gentile                | Fior   | +1 giro   |       |
| 21  | Keiji Kinoshita              | Honda  | +1 giro   |       |
| 22  | Yoshimasa Matsumoto          | Honda  | +2 giri   |       |
| 23  | Fernando González De Nicolás | Honda  | +2 giri   |       |

### Ritirati

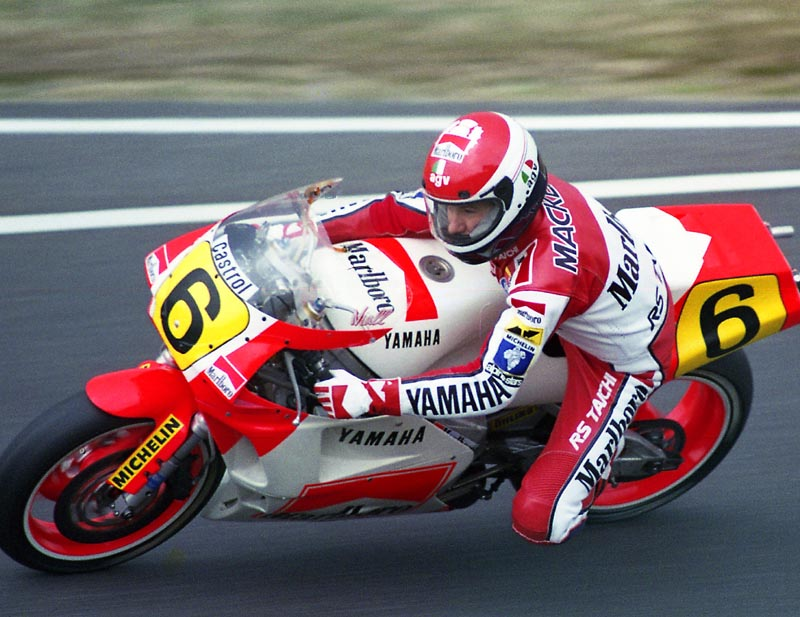
Mackenzie alla guida della Yamaha YZR 500 del team Agostini

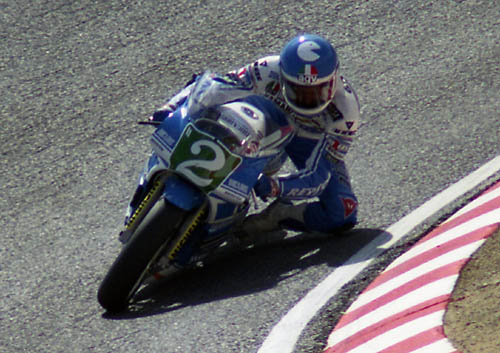
La Yamaha YZR 250 di Garriga

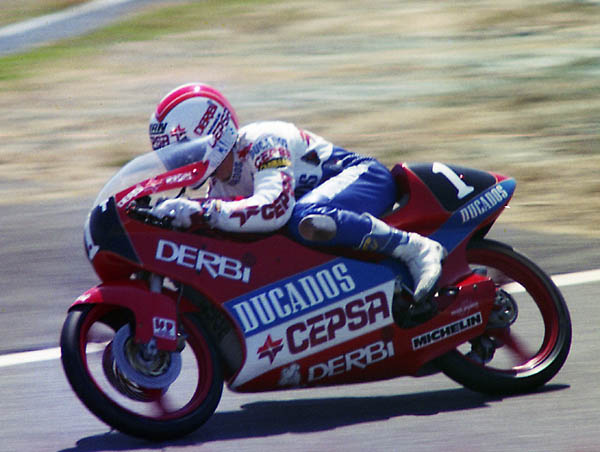
La Derbi di Martinez

| Pilota              | Moto   | Motivo ritiro |
| ------------------- | ------ | ------------- |
| Doug Polen          | Suzuki |               |
| Alessandro Valesi   | Yamaha |               |
| Osamu Hiwatashi     | Suzuki |               |
| Hikaru Miyagi       | Honda  |               |
| Norio Iobe          | Honda  |               |
| Mick Doohan         | Honda  | Motore        |
| Pierfrancesco Chili | Honda  | Caduta        |

### Non partito
| Pilota           | Moto  |
| ---------------- | ----- |
| Simon Buckmaster | Honda |

## Classe 250

### Arrivati al traguardo
| Pos | Pilota               | Moto    | Tempo     | Punti |
| --- | -------------------- | ------- | --------- | ----- |
| 1   | John Kocinski        | Yamaha  | 46:04.294 | 20    |
| 2   | Sito Pons            | Honda   | +1.022    | 17    |
| 3   | Luca Cadalora        | Yamaha  | +6.773    | 15    |
| 4   | Toshihiko Honma      | Yamaha  | +6.774    | 13    |
| 5   | Jean-Philippe Ruggia | Yamaha  | +14.134   | 11    |
| 6   | Tadayuki Okada       | Honda   | +22.998   | 10    |
| 7   | Toshinobu Shiomori   | Yamaha  | +35.637   | 9     |
| 8   | Carlos Cardús        | Honda   | +35.696   | 8     |
| 9   | Jacques Cornu        | Honda   | +39.689   | 7     |
| 10  | Juan Garriga         | Yamaha  | +41.270   | 6     |
| 11  | Jim Filice           | Honda   |           | 5     |
| 12  | Helmut Bradl         | Honda   |           | 4     |
| 13  | Masahiro Shimizu     | Honda   |           | 3     |
| 14  | Didier de Radiguès   | Aprilia |           | 2     |
| 15  | Junya Arai           | Honda   |           | 1     |
| 16  | Masumitsu Taguchi    | Honda   |           |       |
| 17  | Paolo Casoli         | Honda   |           |       |
| 18  | Masaru Kobayashi     | Honda   |           |       |
| 19  | Loris Reggiani       | Honda   |           |       |
| 20  | Junzo Suzuki         | Honda   |           |       |
| 21  | Martin Wimmer        | Aprilia |           |       |
| 22  | Kyoji Nanba          | Yamaha  |           |       |
| 23  | Jochen Schmid        | Honda   |           |       |
| 24  | Daniel Amatriaín     | Honda   |           |       |
| 25  | Harald Eckl          | Aprilia |           |       |
| 26  | Fabio Barchitta      | Aprilia |           |       |
| 27  | August Auinger       | Yamaha  |           |       |
| 28  | Alberto Rota         | Aprilia |           |       |
| 29  | Kevin Mitchell       | Yamaha  |           |       |
| 30  | Javier Cardelús      | Cobas   |           |       |
| 31  | Gary Cowan           | Yamaha  |           |       |

### Ritirati
| Pilota                    | Moto    | Motivo ritiro |
| ------------------------- | ------- | ------------- |
| Alberto Puig              | Yamaha  | Motore        |
| Reinhold Roth             | Honda   | Caduta        |
| Ivan Palazzese            | Aprilia |               |
| Patrick van den Goorbergh | Yamaha  |               |
| Fausto Ricci              | Aprilia |               |
| Luis Lavado               | Yamaha  |               |
| Yoshiari Hori             | Honda   |               |
| Alex Barros               | Yamaha  |               |
| Andreas Preining          | Aprilia |               |

### Non partito
| Pilota         | Moto   |
| -------------- | ------ |
| Manfred Herweh | Yamaha |

### Non qualificati
| Pilota              | Moto    |
| ------------------- | ------- |
| Jeffrey Sayle       | Yamaha  |
| Carlos Lavado       | Aprilia |
| Jean-François Foray | Yamaha  |
| Andy Leisner        | Honda   |
| Matt Blair          | Yamaha  |

## Classe 125

### Arrivati al traguardo
| Pos | Pilota             | Moto            | Tempo     | Punti |
| --- | ------------------ | --------------- | --------- | ----- |
| 1   | Ezio Gianola       | Honda           | 39:20.646 | 20    |
| 2   | Hisashi Unemoto    | Honda           | +21.129   | 17    |
| 3   | Kōji Takada        | Honda           | +21.269   | 15    |
| 4   | Masayuki Hirose    | Honda           | +21.827   | 13    |
| 5   | Kenishi Yoshida    | Honda           | +28.954   | 11    |
| 6   | Masato Shima       | Honda           | +36.456   | 10    |
| 7   | Yutaka Fujiwara    | Honda           | +49.589   | 9     |
| 8   | Kazuaki Yamashita  | Honda           | +49.829   | 8     |
| 9   | Shin'ichi Fujiyama | Honda           | +54.444   | 7     |
| 10  | Kasuya Yamada      | Honda           | +58.109   | 6     |
| 11  | Fausto Gresini     | Aprilia         |           | 5     |
| 12  | Robin Milton       | Honda           |           | 4     |
| 13  | Allan Scott        | Honda           |           | 3     |
| 14  | Luis Miguel Reyes  | Honda           | +1:25.270 | 2     |
| 15  | Adi Stadler        | Honda           |           | 1     |
| 16  | Johnny Wickström   | Honda           |           |       |
| 17  | Robin Appleyard    | Honda           |           |       |
| 18  | Corrado Catalano   | Gazzaniga-Rotax |           |       |
| 19  | Kazunari Wada      | Honda           |           |       |
| 20  | Heinz Lüthi        | Honda           |           |       |
| 21  | Kris Galatowicz    | Honda           |           |       |
| 22  | Lucio Pietroniro   | Honda           |           |       |
| 23  | Gerhard Waibel     | Honda           |           |       |
| 24  | Mike Leitner       | Honda           |           |       |

### Ritirati
| Pilota             | Moto      | Motivo ritiro |
| ------------------ | --------- | ------------- |
| Jorge Martínez     | Derbi     | Cambio        |
| Stefan Dörflinger  | Aprilia   | Motore        |
| Hans Spaan         | Honda     | Motore        |
| Herri Torrontegui  | Honda     | Motore        |
| Rafael Roses       | JJ Cobas  | Caduta        |
| Thierry Feuz       | Honda     |               |
| Alex Bedford       | EMC-Rotax |               |
| Domenico Brigaglia | Garelli   |               |
| Julián Miralles    | Derbi     |               |
| Stefan Prein       | Honda     |               |
| Kinya Wada         | Honda     |               |

### Non partiti
| Pilota         | Moto     |
| -------------- | -------- |
| Emilio Cuppini | Aprilia  |
| Makoto Moroga  | Honda    |
| Àlex Crivillé  | JJ Cobas |

### Non qualificati
| Pilota            | Moto     |
| ----------------- | -------- |
| Valerio Vivarelli | Rotax    |
| Juan Bolart       | JJ Cobas |

## Fonti e bibliografia
- El Mundo Deportivo, 27 marzo 1989, pag. 48.